# بروسيا الملكية
كانت بروسيا الملكية (بالبولندية: Prusy Królewskie، وبالألمانية: Königlich-Preußen أو Preußen Königlichen Anteils وبالكاشوبية: Królewsczé Prësë)، أو بروسيا البولندية (بالبولندية: Prusy Polskie وبالألمانية: Polnisch-Preußen) إقليمًا انفاصليًا انفصل عن إمارة نظام التيوتون التي حصلت على الحكم الذاتي عام 1466 باعتبارها تابعةً لملك بولندا. اندمجت بروسيا الملكية في عام 1569 بالكامل مع مملكة بولندا.
تأسست بروسيا الملكية بعد توقيع معاهدة سلام ثورن الثانية عام 1466، على أراضٍ من غرب بروسيا انفصلت عن إمارة نظام التيوتون الاستبدادية وسعت للحصول على حماية باعتبارها أرضًا تابعةً لبولندا. بصفتها إقليمًا تابعًا لبلد آخر، كان وضع بروسيا الملكية السياسي مشابهًا إلى حد بعيد وضع جيرزي (الواقعة بين فرنسا والمملكة المتحدة)، وهو ما انعكس على اسم الإقليم «بروسيا الملكية»، أو «بروسيا الملك». احتفظت بروسيا الملكية باستقلالها الذاتي وحافظت على قوانينها وأعرافها وحقوقها. بصفتها مملكة ملحقة، كانت بروسيا الملكية تمتلك حق المشاركة في انتخاب ملكها الفخري، لكنها وعلى الرغم من ذلك، لم تكن تمتلك حق المشاركة في انتخابات في مجلس النواب البولندي.
في عام 1772، ضمت بروسيا أراضي بروسيا الملكية في نفس زمن التقسيم الأول لبولندا، وذلك عندما تشكل جزء كبير منها في مقاطعة بروسيا الغربية، بينما دُمجت معظم مناطق الكومنولث البولندي الليتواني مع الإمبراطورية الروسية، ومزقت أوصال الكومنولث القديم وتبدد معه مبدأ الحرية الذهبية خاصته.

## جغرافيا بروسيا الملكية
تتكون منطقة بروسيا الملكية من الأقسام التالية:
- بوميريليا وغدانسك.
- كيلمرلاند وميتشالو لاند وتورون.
- مصب نهر فيستولا والبلنغ ومالبورك.
- إمارة أسقفية وارميا (أيرملاند) مع مدينة أوليشتين التي تنازلت عنها إمارة نظام التيوتون في معاهدة سلام ثورون الثانية عام 1466 لصالح مملكة بولندا.  [9]

لم يكن مصطلحا بروسيا وبروسيّ، في النصوص اللاتينية القديمة التي يعود تاريخها إلى الفترة الممتدة بين القرن الرابع عشر والقرنين السادس عشر والسابع عشر، يشيران فقط إلى منطقة الاستيطان الأصلية للبروسيين القدامى على طول بحر البلطيق إلى الشرق من نهر فيستولا، ولكن أيضًا إلى الأراضي المجاورة لدوقية بوميريليا التي كانت سابقًا تقع تحت حكم سلالة سامبورايدز الحاكمة، وهي الأراضي التي تمكن الفرسان التيوتونيون من الحصول عليها من ملك بولندا في معاهدة كاليش عام 1343، ودمجها مع أراضي إمارة نظام التيوتون.
كانت مناطق بوميريليا ولاونبورغ وبوتو لاند الواقعة في شمال بروسيا الملكية تقع تحت حكم دوقية بوميرانيا وأعطيت لملك بولندا.
تختلف بروسيا الملكية عن دوقية بروسيا، المكونة من الأجزاء الشرقية (المتبقية) من بروسيا والواقعة حول مدينة كونيغسبرغ التي أسسها وحكمها فرسان إمارة نظام التيوتون. بعد التحول إلى العلمانية عام 1525، خلفت بروسيا الملكية الدوقيات البروتسنتاتية المحكومة من قبل سلالة هوهنتسولرن. منذ عام 1618، دخلت هذه المنطقة في اتحاد شخصي مع مرغريفية براندنبروغ (بروسيا البراندنبروغية)، ونقلت الملكية الفخرية لها في عام 1657 بموجب معاهدة ويهلاو.

## التاريخ
بحلول عام 1308، غزت الدولة البولندية الأولى مناطق بوميريليا، لتتمتع بعدها بالاستقلالية والحكم الذاتي. في عام 1308، وخلال فترة حكم فواديسواف الأول في بولندا، طالبت مرغريفية براندنبورغ بالإقليم، الأمر الذي دفع فواديسواف الأول إلى طلب المساعدة من فرسان تيوتون، الذين حلوا محل البراندنبروغيين ودمجوا بروميريليا مع إمارة نظام التيوتون من خلال (الاستيلاء التيوتوني على دازنغ (غدانسك)، وتوقيع معاهدة سولدين).